# Enterosora percrassa
Enterosora percrassa là một loài dương xỉ trong họ Polypodiaceae. Loài này được Baker L.E. Bishop mô tả khoa học đầu tiên năm 1992.